# Jean de Saint-Joseph
Jean de Saint-Joseph (1642-1718) est carme déchaux catalan, créateur d'un office liturgique pour la fête patronale de saint Joseph, dans la Congrégation d'Espagne.

## Biographie
Juan de San José est né en 1642, à Tortosa, dans la province de Tarragone (Espagne). Entré à Barcelone dans l'ordre des carmes déchaussés, il y fait profession, le 4 octobre 1661. À partir de 1669, il enseigne la philosophie au collège carmélitain de Lérida, dont il deviendra le recteur. Prieur de la communauté de Barcelone entre 1682 et 1685, il est ensuite nommé conseiller général de l'ordre, avant de décéder en 1718.

## Postérité
Aux environs de 1669, il compose la première rédaction d'un office liturgique pour la fête de saint Joseph, patron officiel du Carmel depuis 1621. Modifiée par d'autres mains, cette œuvre sera approuvée par la Congrégation des Rites, le 6 avril 1680, et publiée, la même année, dans la Congrégation d'Espagne, mais aussi à Rome et à Bologne. Par ailleurs, l'université de Catalogne conserve plusieurs manuscrits du carme : des annales de la province déchaussée catalane, qui ont été achevées en 1707 (Ms 991); une histoire de la même province, couvrant la période de 1586 à 1600 (Ms 990); et trois volumes de spiritualité, intitulés De divinae legis meditatione (Mss 997-999) en référence à un chapitre de la Règle carmélitaine.

### Œuvres
- Officium Sancti Josephi confessoris, protectoris et patroni ordinis carmelitarum discalceatorum, 1680, Espagne, s. l.; 1680, Rome, Bologne.
- Anales de los carmelitas descalzos... de Cataluña.
- Historia de los descalzos de Cataluña.
- De divinae legis meditatione.

### Études
- (es) Gabriel de la Cruz, « Los officios liturgicos del patrocinio de San José para los carmelitas descalzos de España », Estudios Josefinos, t. XI,‎ 1957, p. 92-115.
- R. Gauthier, « L'office et la messe du patronage de saint Joseph », Cahiers de joséphologie, t. XVIII,‎ 1970, p. 5-122.
- Gabriel de la Cruz, Jean de Saint-Joseph : Dictionnaire de spiritualité ascétique et mystique, t. VIII, Paris, Beauchesne, 1974 (lire en ligne), p. 703.